# Eugenie Breithut-Munk
Eugenie Breithut-Munk (* 12. Juli 1867 in Wien; † 21. Juli 1915 ebenda) war eine österreichische Malerin und Grafikerin. Sie fertigte Porträts- und Genrebilder, figürliche Zeichnungen sowie Radierungen und gehört zu den Exlibris-Künstlerinnen des Jugendstils.

## Biografie
Eugenie Munk erlernte das Zeichnen an der Allgemeinen Zeichenschule für Frauen und Mädchen von Franz Pönninger, war Schülerin der Wiener Kunstgewerbeschule des K. K. Österreichischen Museums unter anderen von Karl Karger und später von Alois Delug. Sie ging nach München an die Damenakademie und wurde dort unter der Gründerin Bertha von Tarnóczy Studentin von Ludwig Schmid-Reutte. Mit einem Stipendium konnte sie Studienreisen nach Paris und London machen. 1892 stellte sie zum ersten Mal in Paris in der österreichischen Abteilung der „Exposition des arts de la femme“ aus.
Ab 1900 lebte Eugenie Breithut-Munk freischaffend in Wien und war mit dem österreichischen Bildhauer und Medailleur Peter Breithut (1869–1930) verheiratet.

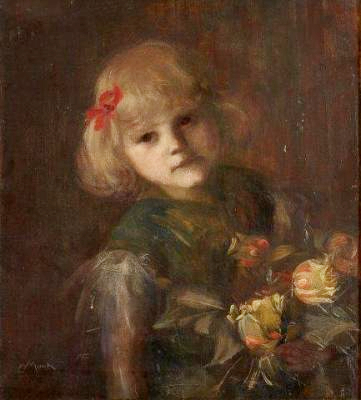
Mädchen mit einem Blumenstrauß

Im Jahre 1901 war Breithut-Munk Mitbegründerin der von Olga Wisinger-Florian im Jahre 1900 initiierten Gruppe der Acht Künstlerinnen, die bestrebt war, die Arbeiten von Künstlerinnen der Öffentlichkeit zugängig zu machen. Zu den Gründerinnen der Gruppe gehörten außer Breithut-Munk und Wisinger-Florian noch Marie Egner, Marianne von Eschenburg (1856–1937), Susanne Granitsch (1869–1946), Marie Müller (1847–1935), Teresa Feodorowna Ries (1874?–1956?) und Bertha von Tarnóczy. Die Gruppe der Acht Künstlerinnen stellte in ein- bis zweijährigen Abständen von 1900 bis 1909 im Kunstsalon Pisko in Wien aus. Zu diesen Ausstellungen luden sie weitere Künstlerinnen als Gäste ein, wie beispielsweise Josefine Swoboda (1861–1924), Marie Arnsburg und Hermine von Janda. Der im Jahr 1895 von Gustav Pisko (1866–1911) gegründete Kunstsalon, zuerst Parkring 2, Wien I., ab 1906 in Wien III., Lothringerstraße 14, war einer der wichtigsten Kunstsalons im Wien des Fin de Siècle. Tatsächlich zählten die „acht“ ordentlichen Mitglieder im spätkaiserlichen Österreich zu den bekanntesten und erfolgreichsten Künstlerinnen. Im Jahr 1906 waren die „Eight Lady Artists of Vienna“ auf einer Ausstellung im Londoner Earl’s Court vertreten.
1908 wohnte Breithut-Munk in Wien VI. in der Magdalenenstraße 39 und nahm an der Kunstschau am Heumarkt, mit Gustav Klimt als Präsident des Ausstellungskomitees und unter der Gesamtplanung von Josef Hoffmann, teil. Sie hatte in den vorhergehenden Jahren oftmals an Ausstellungen im Wiener Künstlerhaus und mit der Wiener Secession im Wiener Secessionsgebäude teilgenommen.
Eine ihrer Schülerinnen war die Österreicherin Elisabeth Jung (1884–1942).
Eugenie Breithut-Munk starb nach langer schwerer Krankheit wenige Tage nach Vollendung ihres 48. Lebensjahres am 21. Juli 1915 in Wien und wurde am 24. Juli in Pfaffstätten beigesetzt.

## Werke (Auswahl)

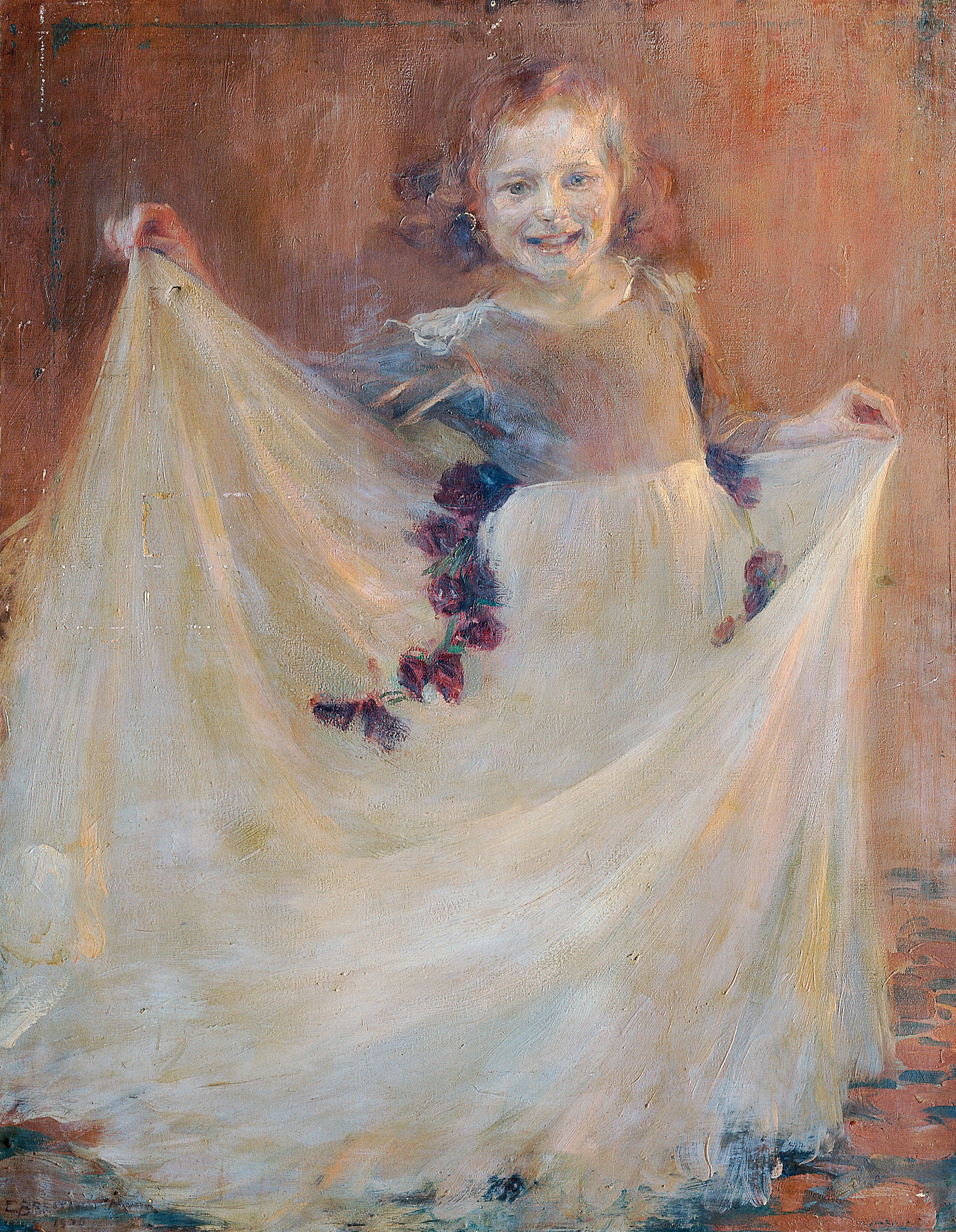
Kindertanz (1905)

- Allegorie zu „Keramik“ und „Erzgießerei“, 1893, Wandmalerei, Museum für angewandte Kunst, Wien
- Exlibris Agnes Guttmann, London, 1900
- Blumenmädchen, um 1900, Öl auf Leinwand
- Exlibris Rudolf Fischer (Professor), Innsbruck, 1900[12]
- Kindertanz, 1905, Belvedere Winterpalais, Wien[13]
- Straße in Wien, 1906[14]
- Straße in Emden, 1906
- Straße in Amsterdam, 1906
- Österreichische Bauern, 1908[15]
- Ophelia, Öl auf Leinwand, 1909[16]